# ベザーノ
ベザーノ（イタリア語: Besano）は、イタリア共和国ロンバルディア州ヴァレーゼ県にある、人口約2,500人の基礎自治体（コムーネ）。三畳紀の爬虫類の化石の産地として知られており、世界遺産「サン・ジョルジョ山」の一部に登録されている。

## 名称
標準イタリア語以外では、以下の名称を持つ。
- ロンバルド語ヴァレーゼ方言 (it) : Besàan[4]

## 地理

### 位置・広がり
ヴァレーゼ県北東部のコムーネである。ベザーノの集落は、県都ヴァレーゼの北東約9km、ルガーノの南南西約14km、コモの北西約19km、州都ミラノの北北西約52kmに位置する。

#### 隣接コムーネ
隣接するコムーネは以下の通り。CHEはスイス領を示し、TIはティチーノ州を示す。
- ポルト・チェレージオ - 北東
- メンドリージオ（英語版） (CHE-TI) - 東
- ヴィッジュ - 南東
- ビズスキオ - 南西
- クアッソ・アル・モンテ - 北西

北東に隣接するポルト・チェレージオはルガーノ湖畔のコムーネである。東にはスイス（ティチーノ州）との国境線が走っている。
ヴァレーゼと、ポルト・チェレージオのスイス国境とを結ぶ国道344号線がコムーネ内を南西-北東方向に貫いている。

### 地震分類
イタリアの地震リスク階級 (it) では、4 に分類される
。

## 行政

### 分離集落
ベザーノには、以下の分離集落（フラツィオーネ）がある。
- Belvedere, Bernasca, M.o. Ginaga, Monte San Martino, Novella

## 歴史
ベザーノの地名の由来ははっきりしないが、二つの説があげられている。古代ローマの将軍Bessoの墓があるからという説と、古代において年に二回（bis in anno）市場が開かれたからという説である。
ベザーノの町は、中世にはアルチザーテの荘園に含まれていた。1647年にはミラノ公の称号を帯びるスペイン王フェリペ4世の直轄領となった。
1928年にポルト・チェレージオのコムーネに編入され、1958年に再び分離された。

## 文化・観光

### 爬虫類化石と世界遺産
中部三畳系のベザーノ層が分布するベザーノは19世紀半ば以来、三畳紀の爬虫類の化石の産地として知られている。発見された化石魚竜の一種は、コムーネの名からベザノサウルス (Besanosaurus) と命名された。
ベザーノの町の北東、スイス領にあるサン・ジョルジョ山は、化石の発見地として2003年にユネスコの世界遺産（自然遺産）として指定された。2010年、世界遺産サン・ジョルジョ山の範囲は拡大され、地質的に連続するベザーノの地域も追加指定された。

## 姉妹都市・提携都市
- 南三陸町（日本・宮城県）[7][8]
  - 1999年11月7日 旧歌津町と姉妹提携

歌津町ではウタツサウルスの化石が発見されており、ともに魚竜化石発見地という縁から1995年以降中学生の国際交流などが行われた。1997年に歌津町で開催された「国際魚竜化石サミット」に際して国際友好都市提携盟約書が締結された。

## 人物

### 著名な出身者
- ステファノ・ガルゼッリ - 自転車競技選手

## 交通

### 国道
- SS344 (it:Strada statale 344 di Porto Ceresio)